# Tannamarkduva
Tannamarkduva (Pampusana ferruginea) är en utdöd fågel i familjen duvor inom ordningen duvfåglar som förekom på ön Tanna i Vanuatu. Fågeln är enbart känd från en målning från 1774.

## Släktestillhörighet
Arten placerades tidigare i släktet Gallicolumba. Studier visar dock att dessa inte är varandras närmaste släktingar, där vissa står närmare australiensiska duvor som Geopelia. Dessa har därför lyfts ut till ett eget släkte, initialt Alopecoenas, men Pampusana har visat sig ha prioritet.